# Guarda l'uccellino
Guarda l'uccellino è una raccolta di racconti scritti da Kurt Vonnegut all'inizio della sua carriera di scrittore negli anni cinquanta del XX secolo per delle riviste negli Stati Uniti.
Sono stati raccolti e pubblicati nel 2009 (USA).

## I racconti
- "Confido"
- "Fubar"
- "Gridalo dai tetti"
- "Il club privé di Ed Luby"
- "Una canzone per Selma"
- "Labirinto di specchi"
- "Il tagliacarte"
- "Ciao, Red "
- "Goccioline d'acqua"
- "Le formiche pietrificate”
- "Parola d'onore"
- "Guarda l'uccellino"
- "Il re e la regina dell'universo"
- "Una buona spiegazione"

## Edizioni
- Kurt Vonnegut, Look at the Birdie, New York, Delacorte Press, 2009, ISBN 978-0-385-34371-8.
- Kurt Vonnegut, Guarda l'uccellino, traduzione di Vincenzo Mantovani, Milano, Giangiacomo Feltrinelli Editore, 2012,  p. 249, ISBN 978-88-07-01909-8.